# Glimminge

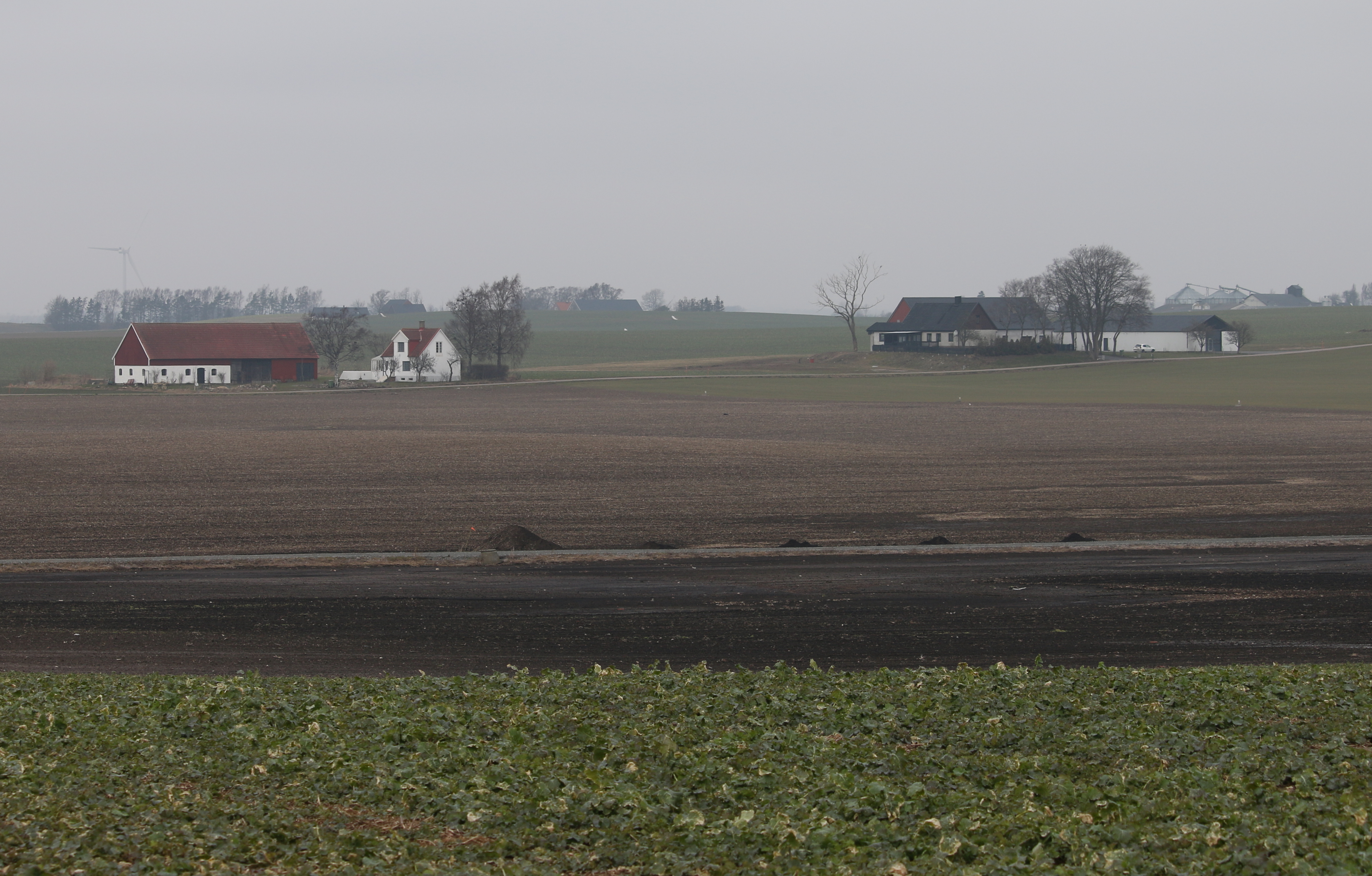
Gårdar i Glimminge

Glimminge är en utsträckt ort runt Glimmingehus i Vallby socken i Simrishamns kommun. 
Husen är små låga hus. De här husen var en gång lantarbetarnas bostäder. Byn var en välmående by på 1950- och 1960-talen. Det fanns en skola, en livsmedelsaffär och husen var bebodda året runt. 50 år senare är både skolan och affären nerlagd. Affären gick i graven i slutet av 1970-talet men rester finns fortfarande kvar i huset, då butiksskylten och kassamaskinen står intakt. Den gamla skolan blev på 1960-talet verkstad istället. Nu bor det knappt några året runt i byn utan den mesta befolkningen är sommargäster.